# Referendum konstytucyjne w Australii w 1999 roku
Referendum konstytucyjne w Australii w 1999 roku odbyło się 6 listopada i dotyczyło zniesienia unii personalnej między Australią i Wielką Brytanią oraz wprowadzenia w Australii republiki. Poprzedzone burzliwą kampanią i ogólnonarodową debatą, referendum zakończyło się porażką obozu republikańskiego i utrzymaniem dotychczasowego ustroju Australii. 

## Pytania referendalne

### Pytanie 1
Czy popiera Pan/Pani następującą zmianę w prawie: zmianę konstytucji Australii tak, aby ustanowić Związek Australijski jako republikę, gdzie królowa i gubernator generalny zostaną zastąpieni prezydentem powoływanym większością 2/3 przez członków Parlamentu Związku (To alter the Constitution to establish the Commonwealth of Australia as a republic with the Queen and Governor-General being replaced by a President appointed by a two-thirds majority of the members of the Commonwealth Parliament.)?

### Pytanie 2
Czy popiera Pan/Pani dodanie do konstytucji Australii preambuły? (poniżej na karcie do głosowania umieszczony był cały proponowany tekst preambuły).

## Wyniki
Zgodnie z konstytucją Australii, do wprowadzenia zmian w ustawie zasadniczej niezbędne jest uzyskanie „podwójnej większości”. Zmianę musi poprzeć większość ludności Australii liczonej łącznie, ale jednocześnie musi ona uzyskać większość w co najmniej czterech z sześciu stanów. W referendum z 1999 nie udało się uzyskać żadnej z tych większości. Frekwencja wyniosła 95,10%, co wynikało głównie z prawnego obowiązku udziału w głosowaniu dla pełnoletnich obywateli. 

### Pytanie 1
W skali całego kraju głosy na „tak” oddało 45,13% wyborców. Największe poparcie republika uzyskała w Australijskim Terytorium Stołecznym (ACT) (63,27%), a wśród stanów w Wiktorii (49,84%). Najniższe poparcie zanotowano w Queensland, gdzie za zmianami opowiedziało się 37,44% wyborców.
| Stan/terytorium                    | Za     | Przeciw | Wynik   |
| ---------------------------------- | ------ | ------- | ------- |
| Nowa Południowa Walia              | 46,43% | 53,57%  | Przeciw |
| Wiktoria                           | 49,84% | 50,16%  | Przeciw |
| Queensland                         | 37,44% | 62,56%  | Przeciw |
| Australia Zachodnia                | 41,48% | 58,52%  | Przeciw |
| Australia Południowa               | 43,57% | 56,43%  | Przeciw |
| Tasmania                           | 40,37% | 59,63%  | Przeciw |
| Australijskie Terytorium Stołeczne | 63,27% | 36,73%  | Za      |
| Terytorium Północne                | 48,77% | 51,23%  | Przeciw |
| CAŁA AUSTRALIA                     | 45,13% | 54,87%  | Przeciw |

### Pytanie 2
W skali całego kraju za dodaniem preambuły zagłosowało 39,34% biorących udział w referendum. Ponownie najwięcej zwolenników zmian było w ACT (43,61%), a wśród stanów w Wiktorii (42,46%). Na ostatnim miejscu i tym przypadku uplasował się Queensland z wynikiem 32,81%.
| Stan/terytorium                    | Za     | Przeciw | Wynik   |
| ---------------------------------- | ------ | ------- | ------- |
| Nowa Południowa Walia              | 46,14% | 53,86%  | Przeciw |
| Wiktoria                           | 42,46% | 57,54%  | Przeciw |
| Queensland                         | 32,81% | 67,19%  | Przeciw |
| Australia Zachodnia                | 34,73% | 65,27   | Przeciw |
| Australia Południowa               | 38,10% | 64,33%  | Przeciw |
| Tasmania                           | 35,67% | 64,33%  | Przeciw |
| Australijskie Terytorium Stołeczne | 43,61% | 56,39%  | Przeciw |
| Terytorium Północne                | 38,52% | 61,48%  | Przeciw |
| CAŁA AUSTRALIA                     | 39,34% | 60,66%  | Przeciw |